# Флаг Переславля-Залесского
Флаг городского округа город Пересла́вль-Зале́сский Ярославской области Российской Федерации.
Флаг, утверждённый 7 февраля 2002 года, является официальным символом муниципального образования город Переславль-Залесский и внесён в Государственный геральдический регистр Российской Федерации с присвоением регистрационного номера 941.
Флаг составлен на основании герба города Переславля-Залесского по правилам и соответствующим традициям вексиллологии и отражает исторические, культурные, социально-экономические, национальные и иные местные традиции.

## Описание
«Флаг города Переславля-Залесского представляет собой прямоугольное полотнище жёлтого цвета с соотношением сторон 2:3, воспроизводящее в центре полотнища изображение двух чёрных рыб, нижняя из которых обращена».

## Обоснование символики
Композиция флага воспроизводит в полном виде символику герба города.
Чёрный цвет в геральдике символизирует благоразумие, мудрость, скромность, честность и вечность бытия.
Жёлтый цвет (золото) — символ прочности, величия, интеллекта, великодушия.
За основу композиции взят исторический герб уездного города Переяславля-Залесского (ныне Переславль-Залесский) Владимирского наместничества, Высочайше утверждённый 16 (27) августа 1781 года. Описание герба гласит: в верхней части щита герб Владимирский, в нижней «Золотыя сельди, в черном поле, в знак, что сей город оною копченою рыбою производит торг».